# ديفيد بي. كوهن
ديفيد بي. كوهن (بالإنجليزية: David B. Cohen)‏ هو سياسي أمريكي، ولد في 2 سبتمبر 1947 في بوسطن في الولايات المتحدة. حزبياً، نشط في الحزب الديمقراطي.